# بیشوفشتتن
بیشوفشتتن (به آلمانی: Bischofstetten) یک منطقهٔ مسکونی در اتریش است که در ناحیه ملک واقع شده‌است. بیشوفشتتن ۱٬۱۸۶ نفر جمعیت دارد.